# Andrea Straub
Andrea Straub (...) è un'ex sciatrice alpina austriaca.

## Biografia
Sciatrice polivalente, Andrea Straub fu 2ª nella classifica di discesa libera in Coppa Europa nella stagione 1972-1973 e gareggiò anche in Coppa del Mondo, senza ottenere piazzamenti di rilievo; non prese parte a rassegne olimpiche o iridate.

## Palmarès

### Campionati austriaci
- 1 medaglia:
  -  1 argento (slalom speciale nel 1972)[senza fonte]